# Incident de Saverne

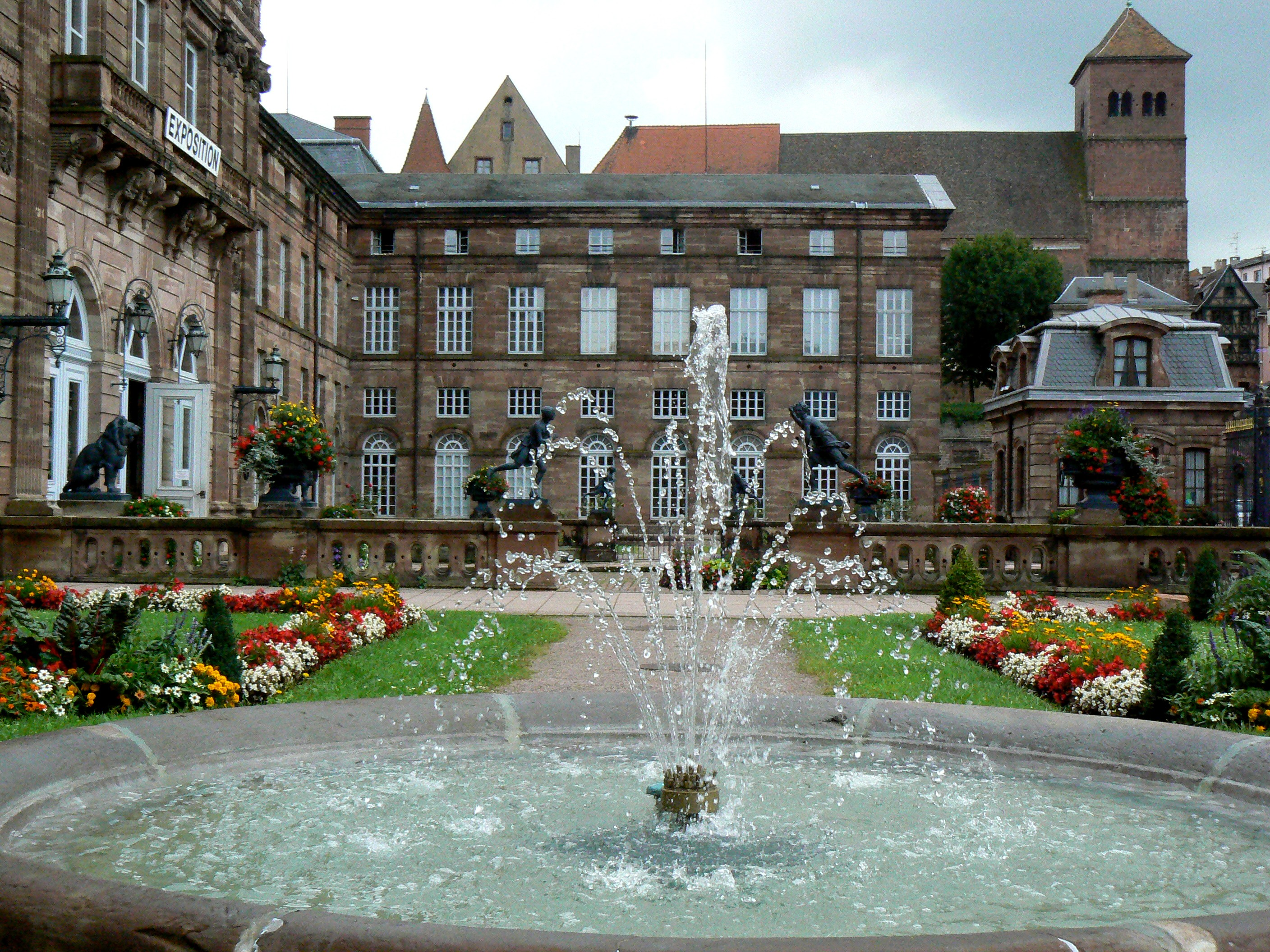
Le château des Rohan de Saverne a été, de 1890 à 1918, le siège du d'infanterie prussien,.

Vous lisez un « article de qualité » labellisé en 2016.
L'incident de Saverne ou l'affaire de Saverne (en allemand : Zabern-Affäre, plus rarement Fall Zabern) est une crise politique intérieure qui a secoué l'Empire allemand fin 1913, à la veille de la Première Guerre mondiale. La crise s'est produite lorsqu'un sous-lieutenant stationné à Saverne, ville de cantonnement de deux bataillons du 99e régiment d'infanterie (de) prussien, a tenu des propos humiliants à l'égard de la population alsacienne. L'armée a réagi aux protestations populaires par des actes arbitraires et, en majeure partie, illégaux, ce qui a provoqué un débat au Reichstag sur les structures militaristes de la société allemande et sur la position des dirigeants du pays vis-à-vis du Kaiser Guillaume II, puis a conduit à un vote contre le gouvernement, représentant la plus grave crise politique que l'Allemagne ait traversée depuis 1908 avec l'affaire du Daily Telegraph et la démission du chancelier Bernhard von Bülow.
Le fait que cette première motion de censure dans l'histoire du Reich contre le chancelier impérial soit restée sans conséquence démontre de manière exemplaire l'impuissance du pouvoir législatif dans un régime politique où l'exécutif n'est pas responsable devant le parlement, mais devant un souverain plus soucieux de conserver le « régime personnel », comme l'a écrit l'historien John Röhl, que du maintien des acquis constitutionnels et parlementaires, chers notamment aux États sud-allemands.
L'affaire a non seulement détérioré les relations entre la terre d'Empire d'Alsace-Lorraine et le reste du Reich, mais elle a également atteint l'image du Kaiser et, par extension, celle du militarisme. L'incident démontre en outre l'antagonisme structurel entre l'État de droit et l'État militaire ainsi que les difficultés du régime wilhelminien à intégrer les minorités nationales qui seront détachées du Reich quelques années plus tard. Elle pose également la question du statut de l'Alsace-Moselle dans l'Empire allemand et attise la tension entre la France et le Reich, le drapeau français ayant été insulté.

## Origines des incidents

### L'Alsace-Lorraine au début duXXesiècle

L'Empire allemand, de 1871 à 1918.

À la suite de la guerre de 1870 et du traité de Francfort, l'Alsace et la partie nord-est de la Lorraine sont rattachées en 1871 à l'Empire allemand. Dans cet État à structure fédérale sous domination prussienne, les décisions politiques majeures sont prises à Berlin, mais l'administration intérieure, la justice et le culte incombent aux États fédérés eux-mêmes. L'Alsace-Lorraine est traitée en tant que glacis militaire, et n'a obtenu ni la même souveraineté, ni la même autonomie que les autres États fédérés, sauf à partir de 1911 où elle en obtient une partie, mais encore insuffisamment du fait de la méfiance des milieux militaristes et pangermanistes,. Ce territoire est administré en tant que possession de l'Empire allemand par des fonctionnaires prusso-allemands, subordonnés à un gouverneur dépendant lui-même directement du Kaiser,.
En Alsace-Lorraine, la majeure partie des habitants, profitant largement de l'essor économique du Reich et bénéficiant d'une meilleure protection sociale, se sont faits à l'idée d'appartenir à l'Allemagne,. Par contre, la population est indignée de se voir considérée comme des Allemands de seconde catégorie — comme semble l'impliquer le statut subordonné de terre d'Empire (Reichsland) — et veut obtenir le statut d'État fédéré,. Ce mécontentement au sein de l'opinion publique lorraine et alsacienne et le comportement colonial et autoritaire de l'administration prusso-allemande mènent à des tensions entre les deux acteurs. C'est le cas lors de l'affaire de Mulhouse, où le meilleur hôtel de la ville est interdit aux militaires allemands et où le Chancelier lui-même doit intervenir afin que l'interdiction soit finalement levée à l'occasion d'une visite du prince Henri, frère du Kaiser, qui voulait y séjourner, ou bien lors de l'affaire de Graffenstaden de 1912, où les ouvriers d'une usine de construction ferroviaire (EMBG) qui avaient chanté La Marseillaise sont accusés d'agitation anti-allemande et obligés d'accepter le remplacement de leur patron, jugé trop francophile, par un directeur allemand sous peine de ne plus obtenir de commandes,. C'est encore le cas avec l'incident Wetterlé, lors duquel une série de conférences faites en France par le député alsacien Émile Wetterlé est fortement critiquée par la presse pangermaniste, qui va jusqu'à le menacer d'un procès pour haute trahison. Ces frictions entre autochtones et Prussiens culminent par la suite en ce coup d'éclat, désigné par les historiens sous le nom d'incident de Saverne.
La ville de Saverne, peuplée de 9 000 habitants, abrite en 1913 la garnison du 99e régiment d'infanterie (1 400 hommes) dans son château et, de fait, ce rôle militaire contribue à son rayonnement. Cependant, des tensions personnelles existent entre le pouvoir civil, confié à un Alsacien, et l'encadrement militaire, dont le général von Deimling est alors le plus haut représentant en Alsace-Lorraine. Deimling s'est auparavant illustré par des propos contre l'Alsace-Lorraine, la France et la politique de conciliation et s'est également forgé une réputation de partisan de la ligne dure et de démonstrations de force parmi les Alsaciens-Lorrains.

### Les propos du sous-lieutenant Forstner

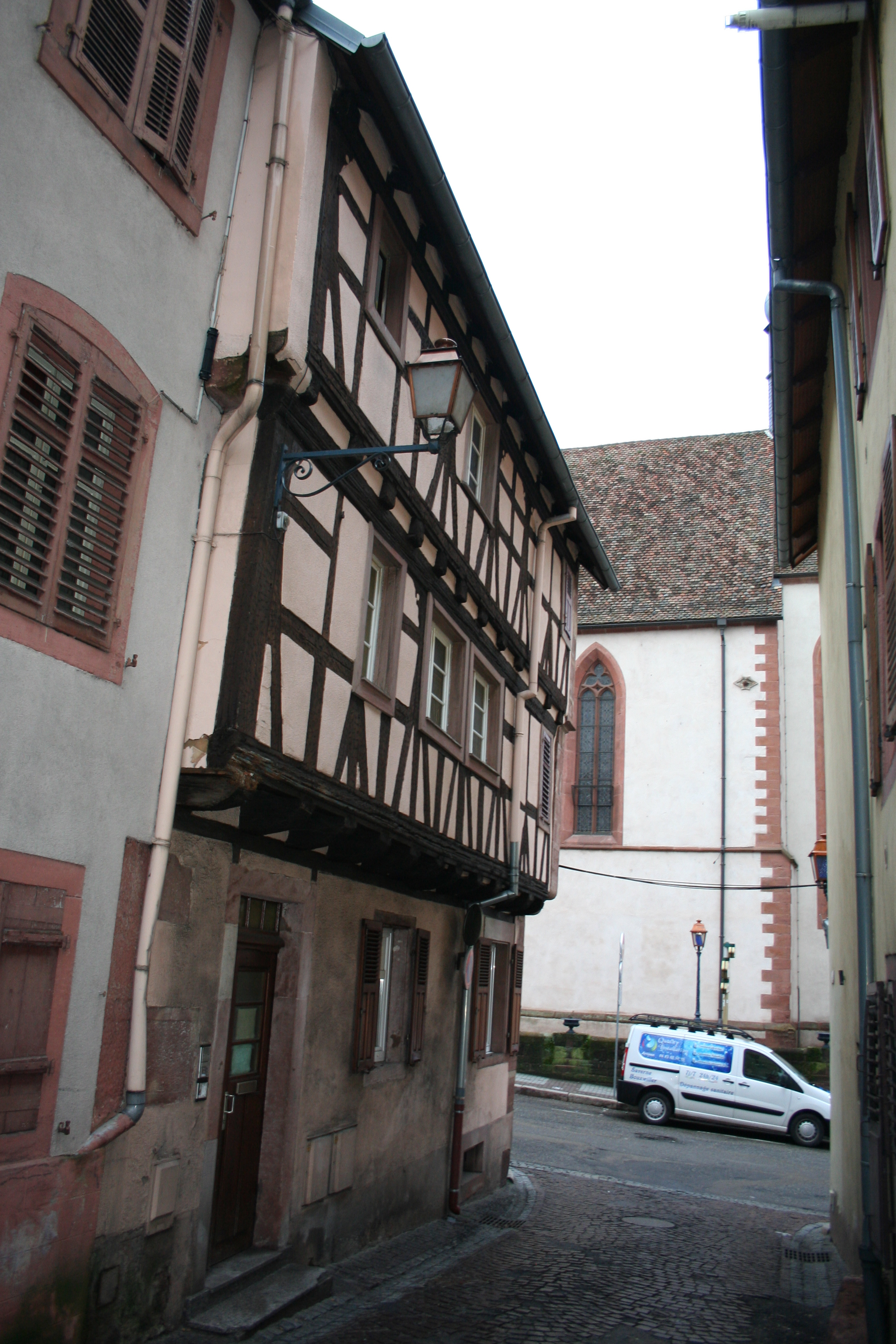
Le 1 rue des Pères à Saverne, lieu de résidence de G. von Forstner.

Le 28 octobre 1913, le sous-lieutenant et baron Günter von Forstner, âgé d'à peine vingt ans, tient des propos désobligeants sur les habitants de Saverne alors qu'il donne des instructions à ses troupes. Ayant appris qu'un soldat allemand originaire de Prusse rhénane a été condamné à deux mois de prison pour avoir blessé au couteau un Alsacien lors d'une rixe, Forstner assure à ses hommes que lui ne les aurait certainement pas punis pour cela. Au contraire, il dit à ses soldats : « Si vous êtes attaqués, faites usage de votre arme ! Si, ce faisant, vous poignardez un de ces Wackes [terme injurieux désignant les voyous et par extension les Alsaciens-Mosellans en allemand], alors vous obtiendrez de moi dix marks. » Un sous-officier du nom de Wilhelm Hoeflich veut encore y rajouter un thaler par tête,. Von Forstner oblige également les recrues alsaciennes-lorraines à sortir des rangs et à se présenter à lui en tant que « Wackes », bien que l'injure soit prohibée par le règlement intérieur du régiment depuis 1903, lu plusieurs fois par mois en public. En outre, le jeune Forstner met ses hommes en garde en usant d'une rhétorique agressive sur les agents français opérant à l'étranger qui voudraient, selon lui, débaucher les soldats du Reich pour les intégrer à la Légion étrangère. Il accompagne ses propos en commettant un outrage envers le drapeau français,. Ces événements auraient pu passer inaperçus si la presse ne les avait pas relayés quelques jours plus tard.

### L'indignation publique et l'inflexibilité des militaires

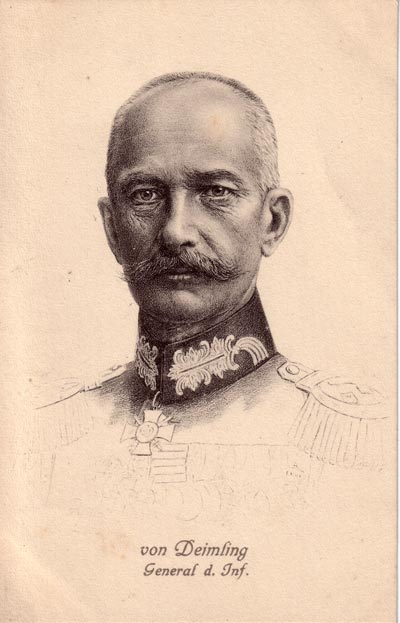
Le général Berthold von Deimling.

Le 6 novembre 1913, les journaux locaux Zaberner Anzeiger et Elsässer informent le public de ces événements. La nouvelle est ensuite reprise par des journaux français et allemands,. Au cours des jours suivants, la population proteste contre ce traitement par les militaires prussiens dès le 7 novembre avec une manifestation spontanée devant le domicile de Forstner. Selon des journaux berlinois, le 9 novembre 1913, une manifestation rassemble 400 personnes, sur une population de 10 000 habitants. Durant cette manifestation des jurons anti-prussiens auraient été lancés depuis la foule. En fin d'après-midi, l'agitation redouble, plus de 1 000 personnes convergent vers le domicile de von Forstner. Le maire, Louis Knoepffler, appelle les pompiers en renfort. Sans conviction, les soldats du feu ouvrent les vannes. Le commandant, chargé de la manœuvre, ordonne que la lance soit dirigée vers les insurgés. Mais l'eau ne coule plus. L'un des pompiers, refusant de collaborer à la répression, vient de sectionner le tuyau. Les pompiers sont remplacés par un piquet de soldats commandés par le sous-officier Hoeflich. Reconnu par les Savernois, il est entraîné dans une ruelle et malmené. Malgré les patrouilles et malgré la pluie, la manifestation se poursuit dans la nuit. En se retirant, la foule entonne la Marseillaise. Les esprits s'échauffent à nouveau le jour suivant, dernière journée de manifestation, mais l'action du Kreisdirektor Mahl, sous-préfet[Selon qui ?] chef de l'autorité civile de l'arrondissement, permet le retour au calme et évite tout drame.
Le gouverneur de l'Alsace-Lorraine Karl von Wedel suggère au commandant de régiment Ernst von Reuter ainsi qu'au général en fonction Berthold von Deimling la mutation du sous-lieutenant et baron Günter von Forstner. Mais, du point de vue des militaires, cette mutation n'est compatible ni avec l'honneur ni avec l'image de l'armée. Le sous-lieutenant von Forstner est condamné à six jours d'assignation à résidence. Le 11 novembre, la position officielle des autorités de Strasbourg minimise l'incident et interprète le terme « Wackes » comme une définition générale désignant des personnes belliqueuses.
Onze jours plus tard, des membres de la cinquième compagnie du 99e régiment d'infanterie sont arrêtés pour avoir divulgué à la presse des faits confidentiels concernant l'incident de Saverne,. Selon le Zaberner Anzeiger, plusieurs de ces soldats sont mutés en Prusse-Orientale après avoir été relâchés le lendemain.
Malgré tout, les protestations continuent au sein de l'opinion publique alsacienne. Le fait que le sous-lieutenant Forstner, après son assignation à domicile, se montre à nouveau en public flanqué d'une escorte de quatre soldats, portant des armes sur instruction du commandement de la garnison, est perçu comme une provocation supplémentaire. Lors de ses apparitions en dehors de la caserne, le sous-lieutenant Forstner fait à plusieurs reprises l'objet de railleries et d'insultes, notamment de la part de jeunes manifestants, sans que les autorités policières locales puissent les en empêcher. Sur instruction du général von Deimling, le colonel Ernst von Reuter demande à Mahl de rétablir l'ordre à l'aide des forces de police, sans quoi lui-même devrait prendre des mesures. En tant qu'Alsacien, Mahl se range aux côtés de la population et rejette la demande, puisque les manifestants étaient restés pacifiques et n'avaient pas enfreint la loi.

### La situation dégénère

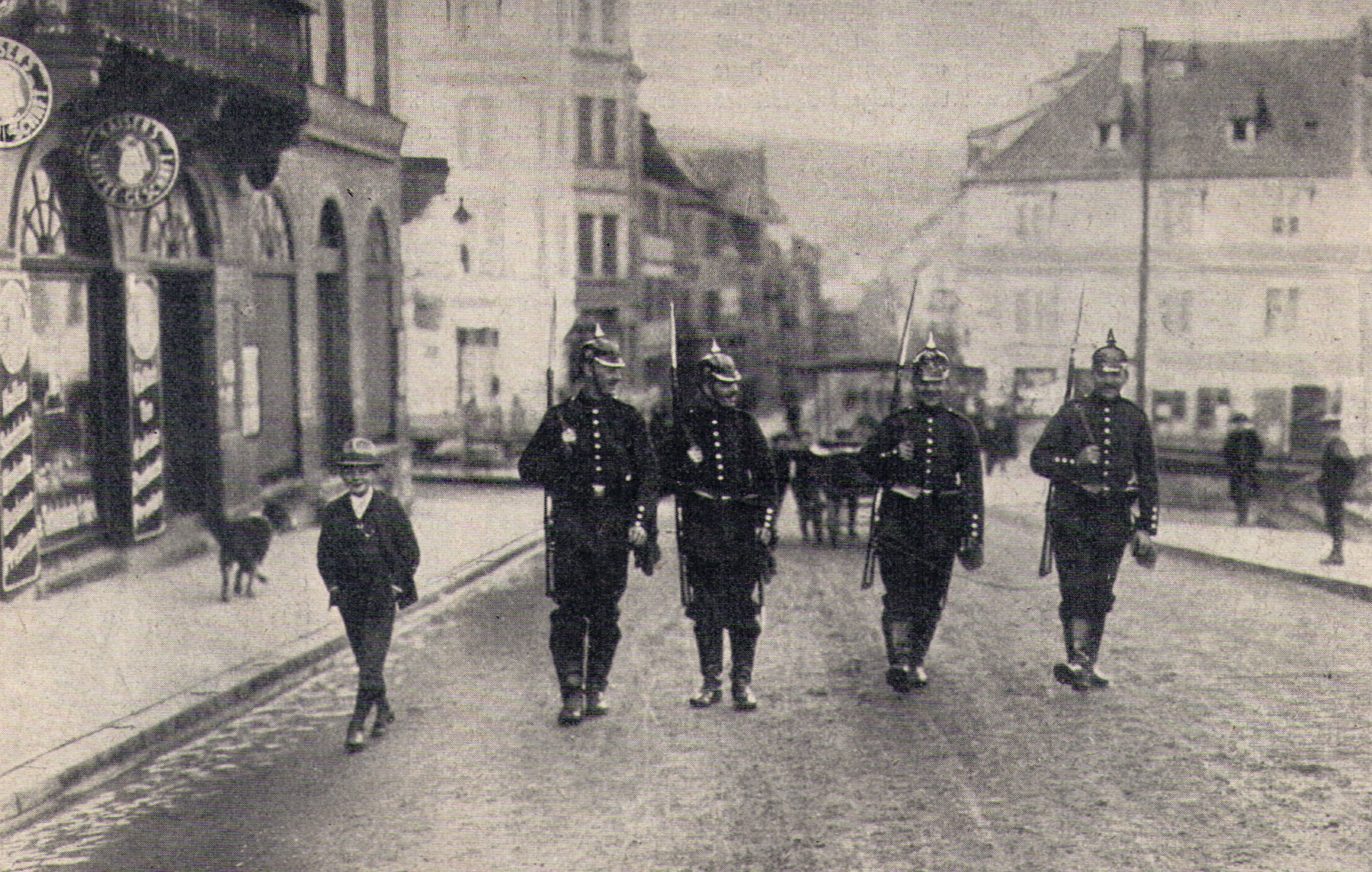
Patrouille allemande dans l'actuelle Grand'Rue de Saverne, photographie publiée dans la presse en date de décembre 1913.

Le 28 novembre 1913 est considéré comme l'« apogée de l'affaire ». Un groupe d'officiers dont von Forstner fait partie est injurié par des jeunes, ce qui provoque cette fois-ci une réaction disproportionnée de la part des troupes, des mitrailleuses étant placées devant le château face à la population civile assemblée là. Le sous-lieutenant Kurt Schadt, qui est, à ce moment-là, le commandant des factionnaires, suggère à Reuter de disperser la foule. Celui-ci appelle alors les gardes aux armes et intime par trois fois à la foule l'ordre de se disperser et de mettre fin au rassemblement. Les soldats acculent la foule sous la menace des armes à travers la cour de la caserne dans une rue latérale et arrêtent sans base légale un grand nombre de personnes, une trentaine environ,.
Parmi les prisonniers, se trouvent le président, deux juges et un procureur général du tribunal de Saverne qui, en quittant leur lieu de travail, ont été mêlés par hasard à la foule,. Vingt-six des personnes arrêtées sont enfermées pendant une nuit dans la Cave des Pandours du château des Rohan,. En outre, les locaux de la direction de la rédaction du journal local Zaberner Anzeiger sont perquisitionnés sans base légale par des soldats pour trouver des indices concernant les informateurs qui ont divulgué les fautes de conduites de Forstner à la presse. Le Kreisdirektor Mahl tente d'empêcher les patrouilles militaires, susceptibles d'accroître les tensions entre populations civile et militaire, mais en vain car les patrouilles se poursuivent les jours suivants,.

## Déroulement de la crise

### Les premières réactions du Kaiser

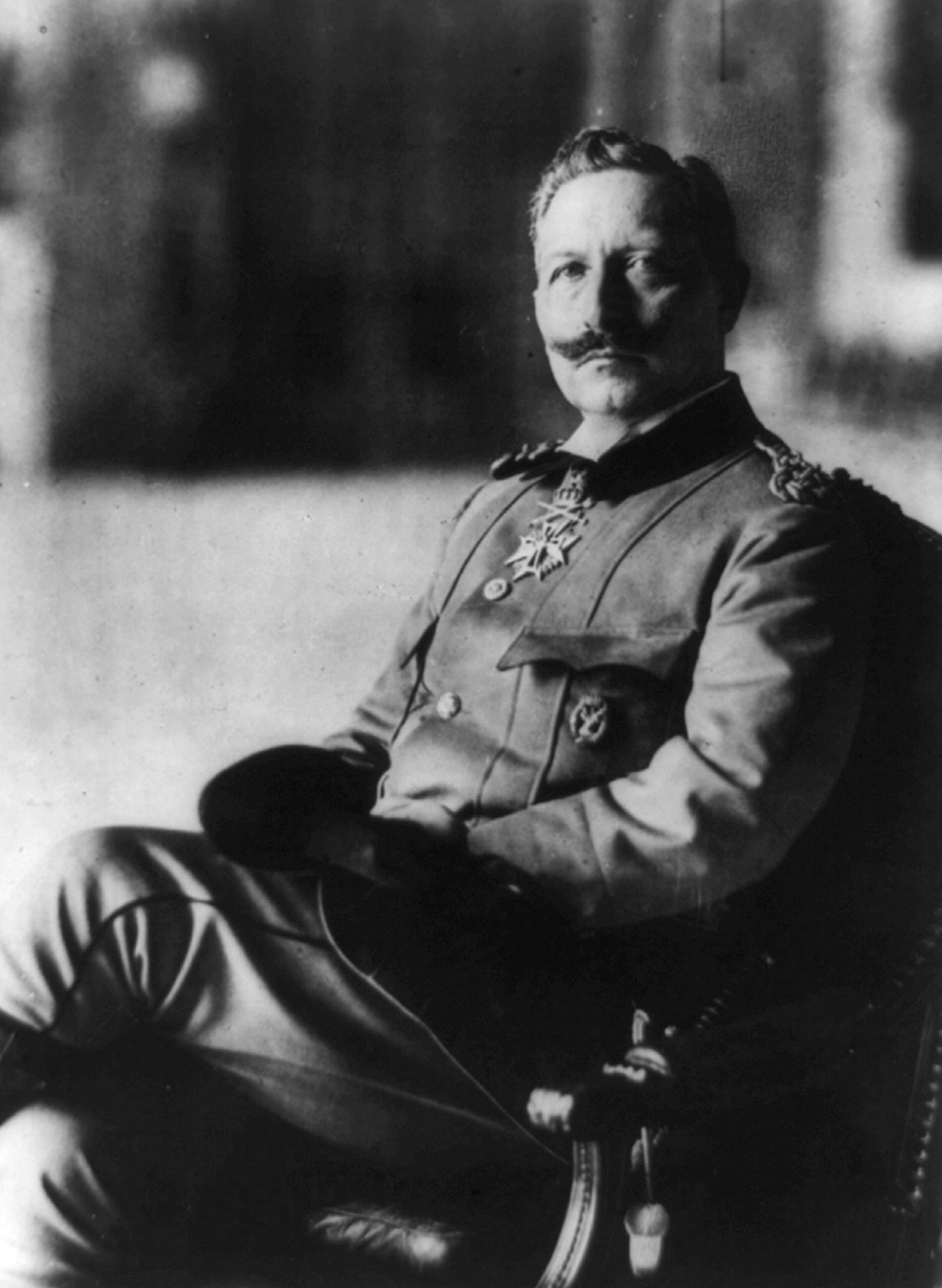
Guillaume II (empereur allemand) vers 1914.

Le 28 novembre, le ministre prussien de la guerre Erich von Falkenhayn répond à des questions posées par les députés alsaciens au Reichstag en insistant sur l'apaisement, tandis que, le même jour, von Reuter menace de déclarer l'état de siège, qu'il fait ensuite appliquer en pratique dans la ville, bien que cela outrepasse ses prérogatives,.
Le Kaiser Guillaume II se trouve pendant ce temps sur le domaine du prince Max Egon von Fürstenberg, à Donaueschingen, où il chasse le renard, ce qu'il fait chaque année. Bien que ce voyage ait été organisé longtemps avant les événements de Saverne, le désintérêt de Guillaume II est mal accueilli par l'opinion publique. Selon certaines rumeurs, l'impératrice Augusta-Victoria aurait même réservé un train afin de rejoindre son époux et l'inciter à retourner à Berlin. D'après l'historien Wolfgang J. Mommsen, Guillaume II a mal évalué, à ce moment-là, la dimension politique des événements en Alsace. La requête que le gouverneur de l'Alsace-Lorraine Karl von Wedel envoie à Donaueschingen, dans laquelle il décrit les mesures prises comme illégitimes et excessives et prie le Kaiser de le consulter en personne, est déclinée car Guillaume II veut entendre le rapport des quartiers généraux de Strasbourg,.
Le 30 novembre, Falkenhayn, le général commandant responsable à Strasbourg, Berthold von Deimling et quelques autres officiers de haut rang arrivent à Donaueschingen. S'ensuivent des concertations qui durent six jours. L'opinion publique en est indignée, car le Kaiser ne veut manifestement entendre que la version des militaires. Le chancelier impérial Theobald von Bethmann Hollweg, dont la participation avait été omise lors des concertations et qui était de plus en plus sous pression, se joint à la conférence peu avant sa fin. Pour certaines couches de la population, critiques, le résultat est décevant, le Kaiser approuvant le comportement des officiers et ne se rendant pas compte que ces derniers ont outrepassé leurs prérogatives. Deimling envoie le général Kuhne à Saverne. Ce dernier rétablit l'autorité civile le 1er décembre,.

### Le second faux pas de von Forstner

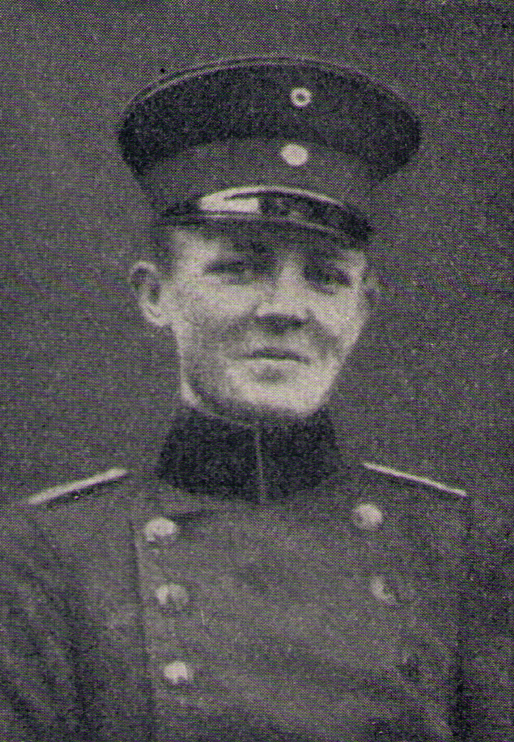
Von Forstner en 1913.

Le 2 décembre, un exercice militaire se déroule près de Saverne. La scène est observée depuis la route par plusieurs habitants, notamment par un compagnon cordonnier boiteux, du nom de Blanck, qui éclate de rire à la vue du jeune Forstner. Le sous-lieutenant perd son sang-froid, frappe de son épée le cordonnier qui en garde des blessures à la tête et doit être soigné chez le maire de Dettwiller,. Cette nouvelle agression aggrave encore la situation,. Le même jour, Kuhne préconise dans son rapport au Kaiser de muter von Forstner, sa présence et son caractère ne pouvant que faire croître les tensions, mais ne se prononce pas sur les mesures à prendre à l'encontre du colonel von Reuter. Le 19 décembre, Forstner est condamné par un tribunal militaire en première instance à 43 jours d'arrêt. En seconde instance, la sentence est entièrement levée. Bien qu'il soit accompagné de cinq soldats armés et que le cordonnier ait été sans armes et à demi-paralysé, les juges interprètent les actes de Forstner comme de la légitime défense, puisque le cordonnier s'était rendu coupable du crime de lèse-majesté. Au sein des cercles militaires, Forstner obtient des paroles de réconfort pour avoir défendu l'honneur de l'armée.

### Mouvements protestataires dans tout le Reich

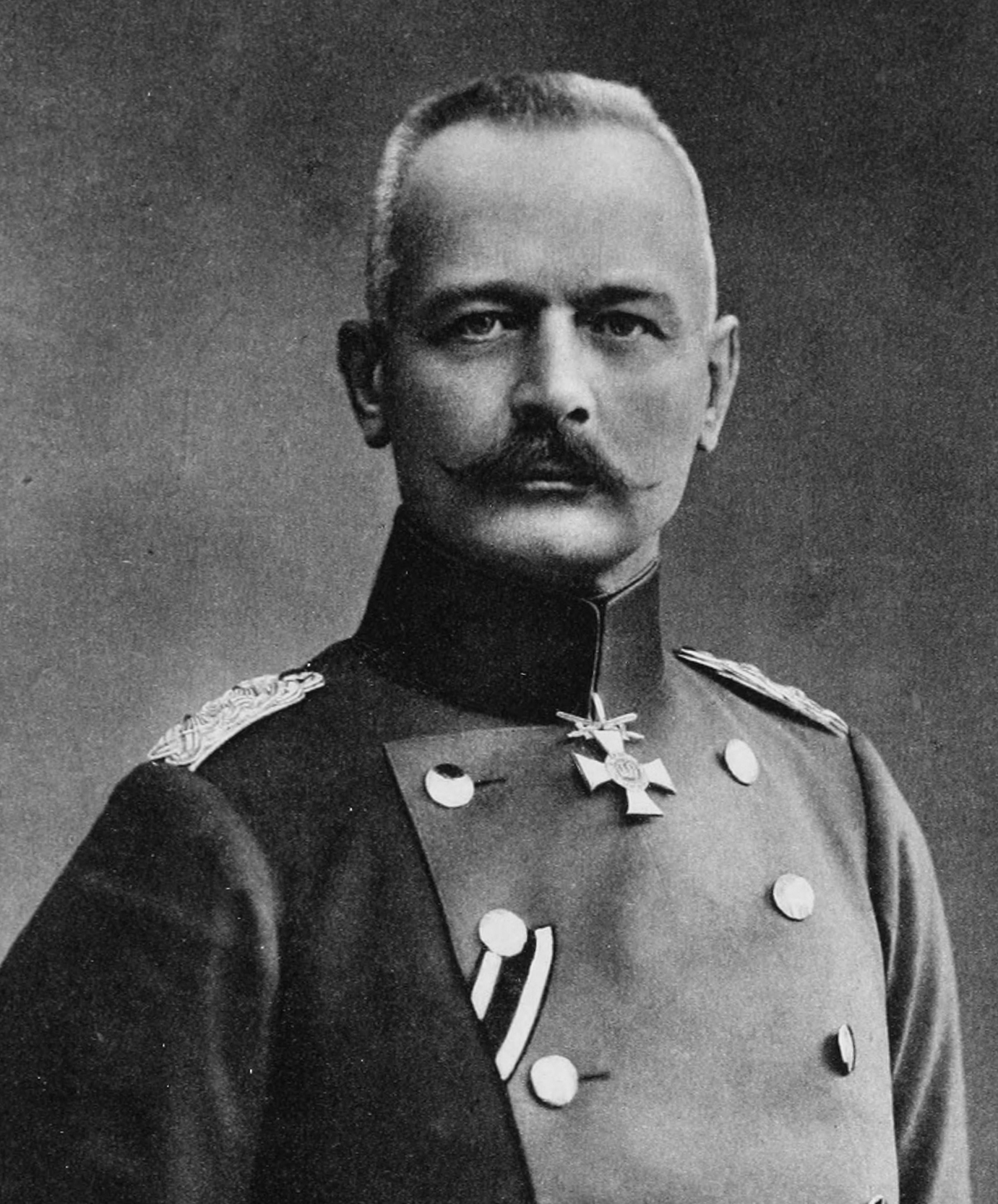
Le Generalmajor Erich von Falkenhayn.

Dès le 28 novembre, le conseil municipal de Saverne s'adresse dans un télégramme à Bethmann Hollweg, à Falkenhayn et au Kaiser Guillaume II. Il proteste contre les arrestations arbitraires des citoyens et demande « la protection de la loi »,. Deux jours plus tard, une assemblée du SPD forte de 3 000 participants qui manifestent contre les violences des soldats a lieu à Mulhouse. Dans une résolution, les participants qualifient l'État de « dictature militaire » et appellent également à s'opposer si nécessaire par des grèves à la situation. Le 2 décembre, à Strasbourg, les maires de plusieurs villes d'Alsace-Lorraine appellent le Kaiser à prendre des mesures pour garantir la protection des habitants contre l'arbitraire des militaires.
La vague d'indignation s'étend à l'Empire allemand tout entier, la consternation par rapport aux agissements des militaires règne en particulier au sein du SPD. Le 3 décembre, la direction du parti appelle toutes ses organisations à des rassemblements de protestation. Le même jour, Berlin annonce prématurément la démission du gouverneur von Wedel et du secrétaire d'État Hugo Zorn von Bulach. Quatre jours plus tard, dans dix-sept villes allemandes, entre autres à Berlin, Breslau, Chemnitz, Duisbourg, Düsseldorf, Elberfeld, Cologne, Leipzig, Mülheim an der Ruhr, Munich, Solingen et Strasbourg, ont lieu des manifestations, pendant lesquelles les sociaux-démocrates protestent contre le despotisme des militaires et réclament la démission de Bethmann Hollweg et de Falkenhayn. À la suite des événements de Saverne, un mouvement populaire se déclenche contre le militarisme et pour la défense des droits des minorités au sein de l'Empire allemand.

« Et n'est-ce pas le meurtre et la mutilation en temps de guerre qui sont le véritable métier et la vraie nature de cette administration militaire dont l'autorité offensée a montré ses dents à Saverne ? »

— Rosa Luxemburg, Sozialdemokratische Korrespondenz, 1914.

### La motion de censure contre Bethmann Hollweg

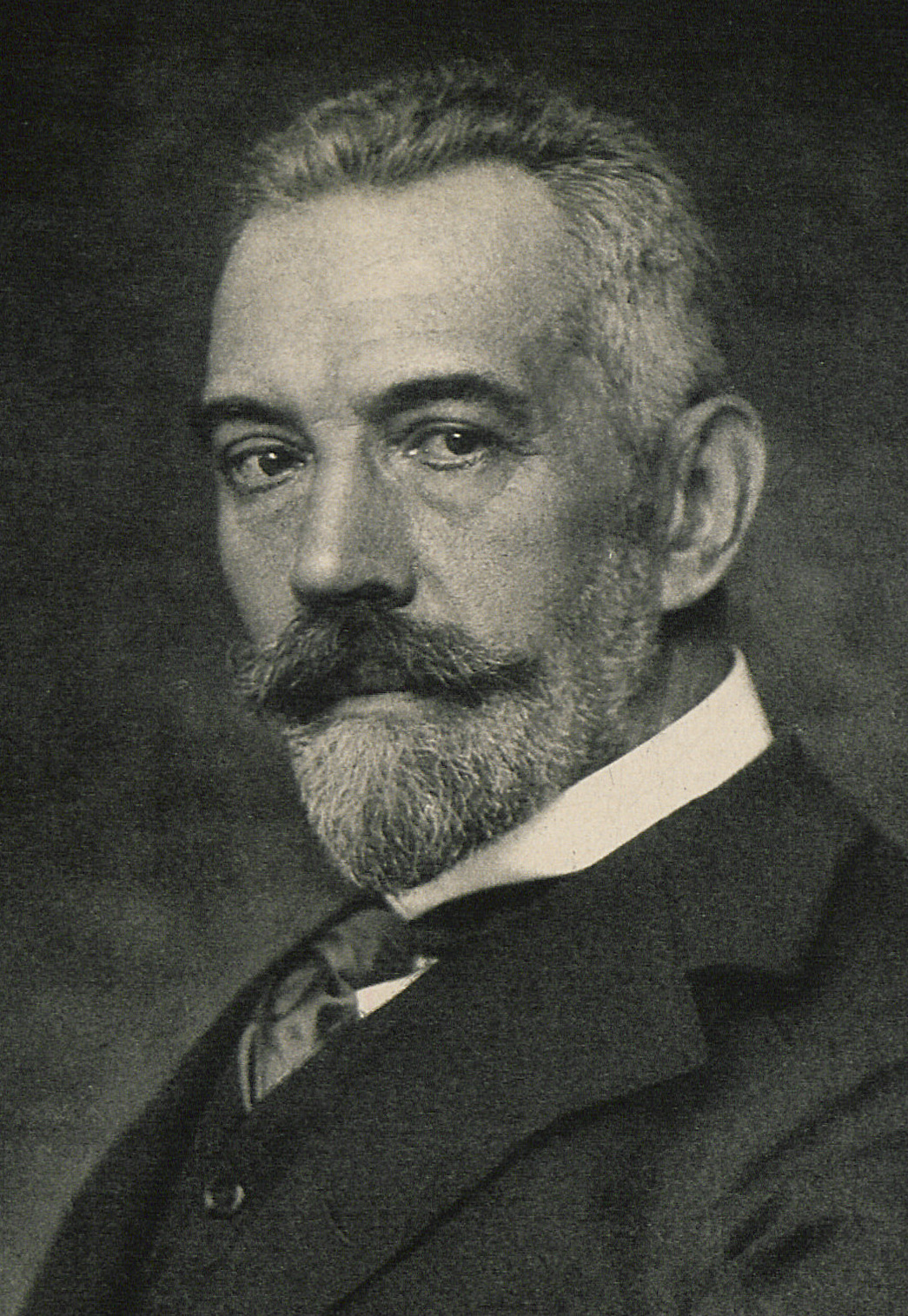
Le chancelier Theobald von Bethmann Hollweg.

Les événements de Saverne et leur retentissement dans l'opinion déclenchent de vifs débats au sein du Reichstag. Le centre, les sociaux-démocrates et le Parti populaire progressiste interpellent le chancelier. Trois députés alsaciens-lorrains – Karl Hauss du centre, Adolph Roeser du parti du progrès et Jacques Peirotes des sociaux-démocrates, puis Constantin Fehrenbach, futur chancelier pendant la république de Weimar – ouvrent la discussion le 3 décembre, en énonçant, respectivement en tant que porte-parole de leur parti, leur position critique par rapport à l'incident de Saverne,.
Bethmann Hollweg a du mal à définir sa position, excuse le comportement des militaires dans son discours suivant, affirmant que l'« uniforme royal doit être respecté de façon absolue »,. Ensuite, pour la première fois, Falkenhayn se prononce devant le Reichstag. Il défend les officiers qui n'auraient fait que leur devoir et accuse, entre autres, fortement la presse qui, par ses méthodes de propagande, aurait aggravé l'incident et voulu influencer l'armée,.
À ce moment-là, il devient manifeste que les positions respectives du Reichstag et du chancelier sont diamétralement opposées. Tandis que le débat continue le lendemain, Bethmann Hollweg se prononce à nouveau sur les événements. Son deuxième discours se veut certes plus conciliant, mais il ne peut plus inverser la tendance,. Le 4 décembre, grâce à l'intervention des députés alsaciens-lorrains et pour la première fois dans l'histoire du Reich, le parlement emploie la possibilité d'une motion de censure (§ 33a du règlement intérieur du Reichstag) dont il pouvait faire usage depuis 1912. Avec 293 voix pour, quatre abstentions et 54 voix contre, venant exclusivement des rangs des conservateurs, il désapprouve le comportement du gouvernement comme « ne correspondant pas à la position du Reichstag »,,.
Bien que représentant une étape vers un véritable régime parlementaire, le vote n'a aucun effet et ne provoque pas la démission du gouvernement comme cela aurait été le cas dans une démocratie parlementaire,, raison pour laquelle l'incident de Saverne sert d'exemple pour illustrer les rapports politiques au sein de l'Empire allemand à la veille de la Première Guerre mondiale. Bien que le SPD demande à Bethmann Hollweg de tirer les conséquences de la désapprobation, le chancelier refuse, comme prévu, de démissionner et, dans sa réplique, déclare ne dépendre que de la seule confiance du Kaiser. Comme le prévoit en effet l'article 15 de la constitution : seul le Kaiser peut nommer un nouveau chancelier,. Or Guillaume II n'est en aucun cas disposé à se plier à la décision du Reichstag, car il lutte contre une « parlementarisation » de l'Empire allemand qui s'oppose à ses intérêts et à ses convictions politiques : il veut réduire autant que possible l'influence du Reichstag et celle des partis.
En même temps, Bethmann Hollweg nie que des interpellations du parlement puissent contraindre le gouvernement. Le 9 décembre, la tentative du SPD de rejeter le budget du chancelier impérial et de le pousser ainsi à quitter ses fonctions, ne trouve pas suffisamment d'approbation. Seul le parti polonais soutient la revendication des sociaux-démocrates.
Cependant, ni le gouvernement, ni le chancelier, ne semblent vouloir céder. Afin d'écarter d'autres incidents, le Kaiser décide, le 5 décembre, à Donaueschingen, d'un déplacement temporaire des unités stationnées à Saverne. Au cours des deux jours suivants, les soldats sont transférés sur les terrains d'exercices d'Oberhoffen (près de Haguenau) et de Bitche, le déplacement étant considéré aussi comme un moyen de punir la cité du fait des manques à gagner économiques et commerciaux.
Les révoltes suivantes sont réprimées. Le 11 décembre, le tribunal militaire de Strasbourg condamne trois recrues savernoises à respectivement trois semaines, pour un des retenus, et six semaines de suspension pour les deux autres, pour avoir confirmé ouvertement les propos injurieux de Forstner,. La police strasbourgeoise confisque, le 17 décembre, sur la demande du commandement général du XVe corps d'armée, se trouvant sous les ordres du général von Deimling, un disque phonographique du fabricant Cromer et Schrack. Celui-ci décrit les événements autour de l'incident de Saverne dans des dialogues accompagnés par des roulements de tambour. En outre, les officiers allemands déposent une plainte pour outrage à militaire. De ce fait, les protestations diminuent.

## Conséquences des événements

### Procédure judiciaire contre von Reuter et Schadt

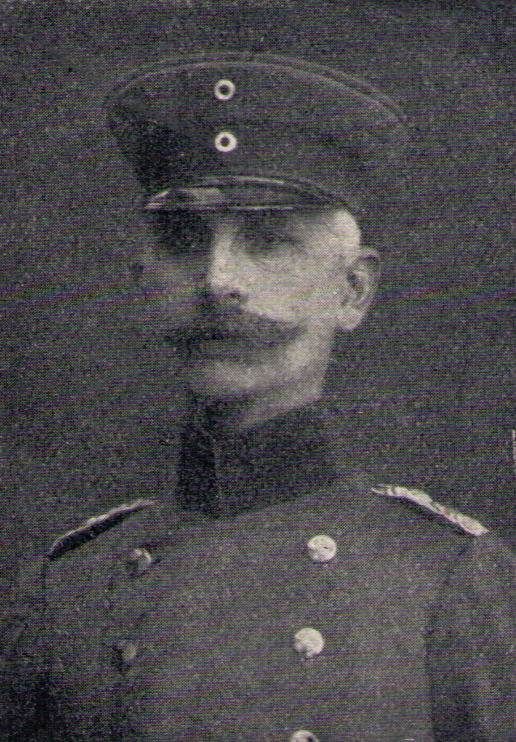
Le colonel von Reuter.

À l'issue du procès du 5 au 10 janvier 1914 devant le tribunal militaire de Strasbourg, les deux principaux responsables des incidents, le colonel von Reuter et le sous-lieutenant Schadt, sont acquittés de l'accusation de s'être arrogé indûment le pouvoir de police civile,. Certes, la cour déplore les abus des soldats, mais elle en attribue toutefois la responsabilité aux autorités civiles, dont la tâche aurait été de veiller à faire respecter l'ordre. Elle se réfère pour cela à une lettre patente prussienne (Ordre du cabinet) datant du 18 octobre 1820, reprise dans un point de règlement militaire du 23 mars 1889, mais oubliée jusqu'alors, dont l'application sur la terre d'Empire était discutable d'un point de vue juridique,. Selon cette lettre patente, l'officier le plus haut gradé au sein d'une commune devait s'emparer du pouvoir judiciaire si l'administration civile négligeait de faire respecter l'ordre. Étant donné que les accusés avaient agi sur la base de ces dispositions, ils ne pouvaient être condamnés,. Les témoins du procès avaient cependant relevé le calme de la ville avant l'intervention de la troupe, et donc l'applicabilité d'un règlement destiné à pallier la carence du pouvoir civil était posée.
Si de nombreux citoyens libéraux, qui ont suivi l'audience avec beaucoup d'intérêt, sont déçus, les militaires présents lors du procès se réjouissent du verdict et félicitent l'accusé dans la salle d'audience. Guillaume II, lui aussi, se montre visiblement ravi et décerne une décoration à von Reuter. Selon le Berliner Tageblatt le Kronprinz Guillaume de Prusse, fils du Kaiser, se mêle de l'affaire et envoie un télégramme pour le nouvel an à von Reuter en le félicitant par la formule « Immer feste druff! » utilisée en patois, signifiant « Allez-y toujours ferme ! »,. Les militaires quittent la tribune en vainqueurs puissants et sûrs d'eux-mêmes, étant donné qu'ils ont démontré être hors d'atteinte au sein du Reich. Le procès est une victoire pour l'armée et le militarisme en général>,.
Pendant ce temps, la Chambre des seigneurs de Prusse vote un blâme au chancelier impérial pour avoir refusé de supprimer la constitution de 1911 accordée à l'Alsace-Lorraine, alors que, selon cette chambre, elle est la cause des incidents à Saverne.
Peu après, le théoricien de droit pénal Franz von Liszt, en contestant la validité de la lettre patente prussienne de l'année 1820, déclenche un nouveau débat au Reichstag. Le débat sur un projet de loi déposé par les députés alsaciens-lorrains pour encadrer l'action des militaires par le pouvoir civil a lieu le 21 janvier. Mais, le 23 janvier, Bethmann Hollweg confirme devant la Chambre la validité de la lettre et légitime ainsi les actes des militaires à Saverne ; le Reichstag rejette le projet de loi dans un contexte allemand qui tourne à la méfiance voire à l'hostilité envers l'Alsace.

### Modification de la législation sur les interventions militaires à l'intérieur du Reich

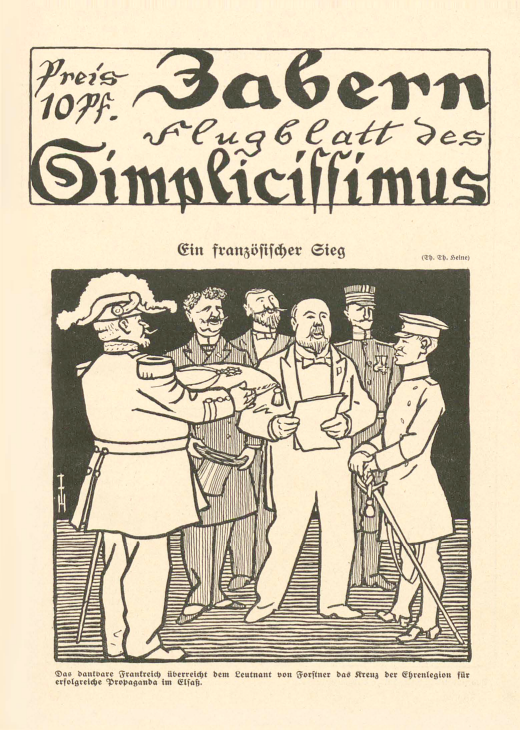
Des officiels français décorent von Forstner de la Légion d'honneur pour « propagande réussie en Alsace ». Dessin de Thomas Theodor Heine paru dans Simplicissimus en 1914.

Le 14 janvier, le Reichstag décide de constituer un comité, censé régler juridiquement l'étendue des pouvoirs militaires par rapport à celle des pouvoirs civils. Deux requêtes du président du Parti libéral national Ernst Bassermann et du centriste Martin Spahn, qui ont prié le gouvernement de régler les compétences des instances militaires concernant l'ordre civil, sont approuvées à la majorité dix jours plus tard par le Reichstag.
Le résultat, la disposition « sur le recours aux armes par l'armée et son concours à la répression d'agitations au sein de l'intérieur » est promulguée par le Kaiser le 19 mars 1914,. Celle-ci interdit à l'armée prussienne d'intervenir de manière arbitraire en des situations relevant de la compétence des autorités civiles. Au lieu de cela, une intervention de la part des troupes doit être sollicitée au préalable par les autorités civiles,. La loi subsiste jusqu'au 17 janvier 1936, lorsque les nazis l'abrogent par le règlement « sur le recours aux armes par la Wehrmacht ».

### Conséquences pour l'Alsace-Lorraine

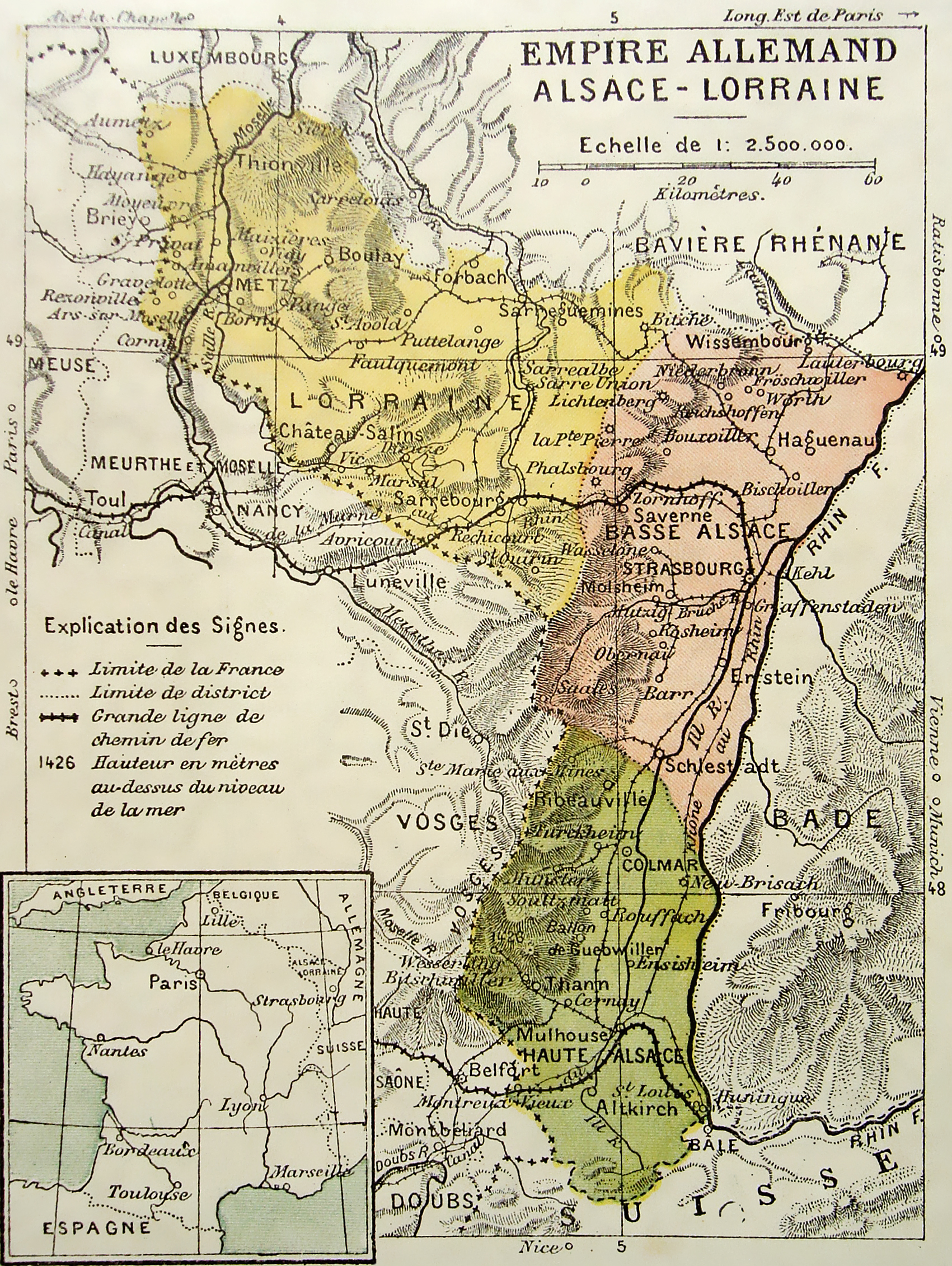
Carte de l'Alsace-Lorraine, terre d'Empire.

Les relations entre l'Alsace-Lorraine et le reste de l'Empire allemand sont visiblement détériorées. Les Alsaciens et les Lorrains se sentent livrés sans protection à l'arbitraire des militaires allemands, en dépit des efforts d'intégration et de réconciliation. Le 14 janvier, la seconde chambre du parlement d'Alsace-Lorraine se prononce dans une résolution sur les incidents. Tandis qu'elle défend le comportement de l'autorité civile, elle condamne les actes des militaires ainsi que l'acquittement du commandant de régiment von Reuter. Le 26 février, des députés du Landtag de différents partis fondent à Strasbourg la Ligue pour la défense de l'Alsace-Lorraine. Celle-ci a pour objectif de répondre par des articles de presse et des procédures judiciaires aux attaques provenant de la presse d'outre-Rhin acquise aux pangermanistes et aux militaristes. Mais la ligue se dissout peu de temps après, du fait de divergences d'opinion entre ses dirigeants. La décision des militaires, de ne plus incorporer de recrues originaires de la terre d'Empire en Alsace-Lorraine est approuvée à Berlin et à Strasbourg.
Les milieux libéraux allemands, particulièrement sud-allemands, espérant en vain que la motion de censure et l'indignation de l'opinion entraîneraient une démocratisation du système politique du Reich font parvenir aux Alsaciens-Lorrains des paroles de soutien pour avoir été victimes du système militariste et les réconfortent en mettant en avant que leur peine aura servi à ce qu'une nouvelle ère politique voie le jour dans l'Empire allemand. Le chef du gouvernement de Bavière, Georg von Hertling, futur chancelier, succédant par la suite à Bethmann Hollweg se range aux côtés des civils en Alsace-Lorraine, en critiquant Berlin et sa course aux armements, et se déclare favorable à la politique nettement plus pacifique de la France.
Le remaniement de personnel, à la suite de l'incident de Saverne, au cours duquel les deux fonctionnaires d'Alsace-Lorraine les plus haut placés, ayant été relativement favorables à la population alsacienne-lorraine, sont remplacés après leur démission, démontre le caractère illusoire des espoirs libéraux,. Ainsi le sous-secrétaire à la Justice, l'alsacien Emil Pétri, doit quitter ses fonctions. Le 31 janvier, le secrétaire d'État du ministère pour l'Alsace-Lorraine, le baron Hugo Zorn von Bulach, est remplacé par un haut fonctionnaire (Oberpraesidialrat) de Potsdam, le comte Siegfried von Roedern. Le gouverneur impérial, Karl von Wedel, est remplacé le 1er mai 1914 par le ministre de l'Intérieur prussien Johann von Dallwitz dans cette fonction, au grand dam des Alsaciens,. Dallwitz est un défenseur convaincu de l'État autoritaire et rejette également la constitution de 1911 qui avait été accordée à la terre d'Empire,,. La consigne est d'écarter les Alsaciens-Lorrains du pouvoir et de mener une politique de germanisation plus ferme. Le maire de Saverne, Louis Knoepffler est récusé par le nouveau gouverneur le 13 juillet 1914, alors que le mois précédent les coups de feu sont déjà tombés à Sarajevo. Le 31 juillet, Knoepffler est remplacé par un maire professionnel, Robert Grossman, tandis qu'à Paris Jean Jaurès est assassiné le même jour au soir.
Raymond Poidevin indique également que l'Incident de Saverne mène à un changement d'opinion des autorités allemandes envers les Alsaciens-Lorrains dont la loyauté est remise en cause lorsque la Première Guerre mondiale éclate : « l'envoi des mobilisés sur le front oriental montre bien qu'elles craignent des désertions massives en cas d'emploi de ces soldats sur le front français ».

### Conséquences pour les relations franco-allemandes et internationales d'avant-guerre

« La tache noire », tableau de 1887 en arts plastiques par Albert Bettannier représentant un instituteur français enseignant à ses élèves la perte de l'Alsace-Lorraine à la suite de la guerre franco-allemande, œuvre exprimant le revanchisme et la lutte pour les provinces perdues.

Dans les rangs conservateurs et réactionnaires de l'Empire allemand, autour de la caste militaire des Junker, les mouvements protestataires, notamment en Alsace-Lorraine, sont interprétés comme une entrave à la politique de germanisation. Les milieux nationalistes français considèrent quant à eux l'incident comme un signe de résistance de la part des Alsaciens par rapport à ces tentatives de germanisation et se félicitent de la fidélité de l'Alsace-Lorraine envers la France,. La presse française nationaliste, de L’Action française à la Gazette de France, parle de revanche. Le député et journaliste Paul de Cassagnac veut provoquer von Forstner en duel pour l'insulte envers le drapeau français,. Néanmoins le gouvernement et l'administration, ainsi que le reste de la presse française, gardent un ton prudent. Le ministre des Affaires étrangères Stephen Pichon demande seulement à l'ambassadeur de France à Berlin Jules Cambon de faire pression sur le gouvernement afin que le lieutenant Forstner soit sanctionné pour avoir insulté le drapeau français. La presse française de gauche autour de Jean Jaurès prône de renouer avec la politique de conciliation, insiste sur l'apaisement et soutient une plus grande autonomie pour l'Alsace-Lorraine, elle condamne le militarisme prussien, mais aussi le ton revanchard de la presse nationaliste en France et voit, sous condition de l'union des gauches en France et en Allemagne, dans l'affaire de Saverne une chance de démocratisation du système politique du Reich.
L'incident révèle les difficultés de l'intégration dans l'Empire allemand, les partis politiques alsaciens désireux d'égalité au sein de l'ensemble se heurtant aux militaristes, de même que l'État constitutionnel se heurte à l'État militaire. Il révèle aussi l'importance croissante des militaristes dans la politique intérieure allemande et leur influence sur le Kaiser, ainsi que l'ambiguïté du régime politique de l'époque,. Hans-Ulrich Wehler qualifie le système politique de l'Empire allemand de semi-absolutisme et de faux-semblant de constitutionnalisme.
L'incident de Saverne tend un peu plus encore les relations franco-allemandes, déjà mises à mal par la crise de Tanger en 1905 et la crise d'Agadir en 1911. Il contribue à attiser l'« esprit de revanche » et à renforcer la « lutte pour les provinces perdues » dans l'opinion nationaliste française, autour notamment de Maurice Barrès. Cet « esprit de revanche » trouve un certain écho parmi les couches bourgeoises francophiles alsaciennes. Les milieux pangermanistes du Reich réagissent en faisant pression pour que le gouvernement durcisse le ton face à l'Alsace-Lorraine.
Or, ceci prend place dans un contexte international de tensions multiples, notamment avec la Première Guerre balkanique. En mars, les militaristes votent un projet de loi d'envergure en Allemagne, auquel la France répond par l'élaboration de la Loi des trois ans augmentant la durée du service militaire. Les pangermanistes, avec le Kronprinz en chef de file, allant jusqu'à vouloir faire dissoudre le Reichstag pour purger l'opposition et instaurer la loi martiale, mais le projet est rejeté par le Kaiser. Par la suite plusieurs incidents mineurs font encore croître les tensions franco-allemandes avec notamment l'atterrissage d'un Zeppelin allemand à Lunéville, le 3 avril, puis avec l'affaire des touristes allemands le 13 avril à Nancy.
Les relations entre le Reich et la Grande-Bretagne, déjà affaiblies par la course aux armements entre la Royal Navy et la Kaiserliche Marine à la suite du plan Tirpitz et par l'affaire du Daily Telegraph, se détériorent aussi davantage du fait que la presse britannique condamne également les agissements des militaires prussiens à Saverne. Le diplomate Lichnowsky, ambassadeur d'Allemagne en Grande-Bretagne de 1912 à 1914, rend compte de l'opinion britannique dans ses rapports à Berlin, en insistant sur le fait que les journaux des deux grandes forces politiques britanniques se prononcent sans exception en défaveur du mode de gouvernance employé en Alsace-Lorraine et des militaires prussiens. Il conclut que les événements à Saverne et leurs conséquences au parlement ont nui à l'image de l'Empire allemand dans l'opinion publique britannique. Le fait que, par référence au comportement des militaires prussiens à Saverne, le terme « zabernism » soit intégré à la langue anglaise pour désigner l'abus de pouvoir militaire ou un comportement tyrannique ou agressif, démontre l'opposition de la presse et de l'opinion britanniques au comportement arbitraire des militaires allemands, — ce qui renforce l'Entente cordiale entre la France et la Grande-Bretagne.
L'incident de Saverne fait l'objet d'une récupération politique dans les milieux pangermanistes. Ceux-ci dénoncent la politique de conciliation en Alsace-Lorraine et avec la France, et soutiennent qu'un conflit militaire avec la France est inévitable, préparant ainsi l'opinion publique de l'Empire allemand à une guerre à laquelle les partis libéraux et progressistes sont opposés,.
Les parlementaires alsaciens-lorrains, parmi lesquels Jacques Peirotes, Eugène Muller et Max Donnevert, accusent militaristes et pangermanistes d'avoir planifié et orchestré l'affaire de Saverne pour provoquer un casus belli entrainant une guerre entre la France et le Reich. Le juriste germano-suisse Otfried Nippold reprend ces allégations et voit, lui aussi, dans l'incident de Saverne une conspiration visant à faire éclater une guerre. Mais cette thèse, ayant peu de fondements, est aujourd'hui controversée parmi les historiens,.
La réaction prudente du gouvernement français n'entraîne pas une guerre qui survient cependant quelques mois plus tard, mais l'affaire illustre l'importance croissante de l'opinion et des journaux. L'effervescence, les conséquences et rebondissements autour de l'affaire dans la presse ne seront occultés qu'avec l'attentat de Sarajevo, la crise de juillet qui s'ensuit et les déclarations de guerre successives des Empires centraux aux alliés, puis la mobilisation générale.
Quant à Forstner, il tombe deux ans plus tard sur le front de l'Est lors de la Première Guerre mondiale. Pendant la guerre, von Reuter est élevé au rang de Lieutenant-général, et commande une brigade d'infanterie. Il meurt en 1941.
Après la guerre les troupes françaises victorieuses sont accueillies dans la Grand'Rue de Saverne, décorée pour l'occasion avec une banderole sur laquelle on peut lire : « Novembre 1913 : Affaire de Saverne - Novembre 1918 : Délivrance ».
Lors de l'annexion de l'Alsace par le régime nazi l'une des trois recrues ayant servi d'informateur à la presse est expulsée d'Alsace.

## Postérité littéraire et artistique de l'affaire

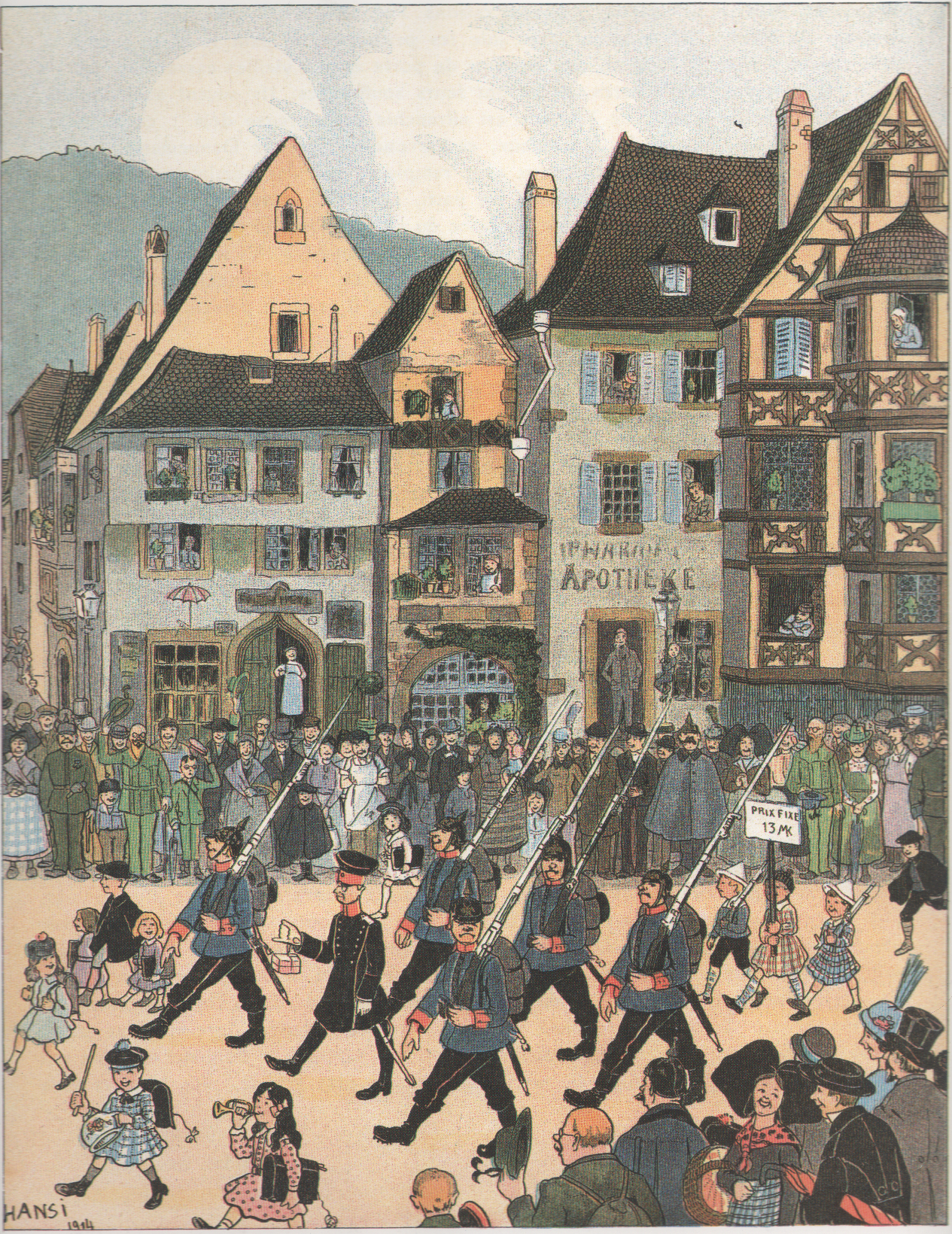
« Comment, à Saverne, quarante-deux ans après l'annexion, Herr Oberleutnant v. Forstner fit l'emplette d'un paquet de chocolat ».
Dessin de Hansi (1914).

L'incident de Saverne est évoqué dans plusieurs ouvrages :
- L'écrivain Heinrich Mann traite de l'incident de Saverne dans son roman Le Sujet de l'Empereur, écrit dès 1914 et publié en 1918.
- L'écrivain Ulrich Rauscher raille les militaires dans un poème sur le Bon citoyen[b 14].
- Kurt Tucholsky se moque, dans un poème intitulé Le Héros de Saverne pour le journal Vorwärts, de la « bravoure » du lieutenant Forstner[b 15].
- Dans l'édition de 1916 de son livre L'Histoire d'Alsace racontée aux petits enfants, Hansi décrit l'incident et l'illustre par un dessin représentant Forstner faisant « l'emplette d'un paquet de chocolat » entouré d'une escorte militaire[91].
- Les journaux satiriques, tels que Le Sourire[b 16], Le Rire[b 17],[b 18],[b 19], Simplicissimus[b 20],[b 21],[b 22], Jugend[b 23],[b 24], Der wahre Jacob[b 25],[b 26], Kladderadatsch[b 27],[b 28], Lustige Blätter[b 29] et Ulk[b 30],[b 31], reprennent l'affaire de Saverne en l'illustrant par des caricatures.
- Dans son autobiographie Le Monde d'hier. Souvenirs d'un Européen, Stefan Zweig cite « l'affaire de Saverne » parmi les étincelles qui auraient pu mettre le feu aux poudres, prémices de la Première Guerre mondiale[a 22].
- Le film muet en noir et blanc My Four Years in Germany, du réalisateur William Nigh, sorti en 1918, retrace une partie de l'affaire de Saverne.